# Antijar
Antijar (lat. Antiaris), monotipski rod drveća u tropskim predjelima Afrike, Azije, Australije, i zapadnom Pacifiku (Tonga). Jedini je predstavnik visoko drvo A. toxicaria, čiji su otrov pripadnici naroda Li s otoka Hainana koristili u lovu i ratu, premazujući vrškove strijela njegovim lateksom, a nazivali su ga „drvo otrovne strelice“).
Pripada porodici dudovki i smješten je udtribus Antiarideae.
To je jednodomno drvo koje naraste do 40 metara visine, i prečnikom debla do 40 cm. Stablo brzo raste i postiže zrelost u roku od 20 godina. Plod je jestiv.

## Podvrste
1. Antiaris toxicaria subsp. humbertii (Leandri) C.C.Berg, Madagaskar
2. Antiaris toxicaria subsp. macrophylla (R.Br.) C.C.Berg, mali sundski otoci, Moluci, Nova Gvineja, Sjeverni teritorij, Filipini, otočje Santa Cruz, Solomonski Otoci, Vanuatu
3. Antiaris toxicaria subsp. madagascariensis (H.Perrier) C.C.Berg, Madagaskar
4. Antiaris toxicaria var. usambarensis (Engl.) C.C.Berg, Burundi, Kenija, Ruanda, Tanzanija, Uganda, Zambija
5. Antiaris toxicaria subsp. welwitschii (Engl.) C.C.Berg, tropska Afrika

## Sinonimi
- Antschar Horsf.
- Ipo Pers.
- Lepurandra Nimmo
- Toxicaria Aepnel. ex Steud.
- Antiaris dubia Span. ex Hook.
- Antiaris innoxia Blume
- Antiaris rufa Miq.
- Antiaris saccidora Dalzell
- Antiaris zeylanica Seem.
- Ipo rufa Kuntze
- Ipo saccidora (Dalzell) A.Lyons
- Ipo toxicaria (J.F.Gmel.) Pers.
- Lepurandra saccidora Nimmo
- Cestrum toxicarium J.F.Gmel.

## Galerija
- A. toxicaria
- A. toxicaria
- A. toxicaria
- A. toxicaria
- A. toxicaria